# Herbert Freundlich

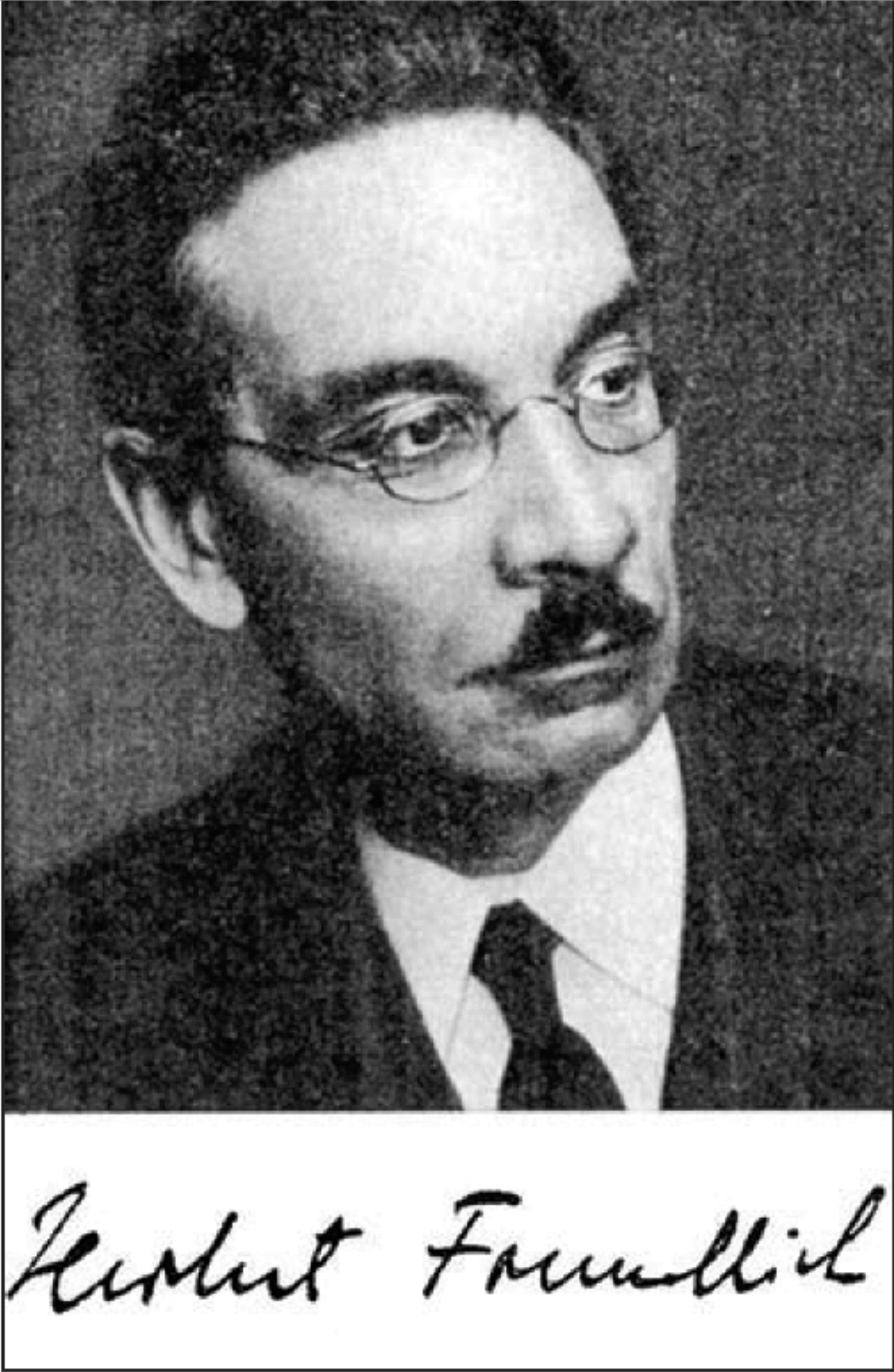

Herbert Max Finlay Freundlich (* 28. Januar 1880 in Charlottenburg; † 30. März 1941 in Minneapolis, Minnesota, USA) war ein deutscher Chemiker und Grundlagenforscher in der Kolloidchemie.

## Leben
Freundlichs Mutter Ellen Elizabeth Finlayson war Schottin, sein Vater Friedrich Philipp Ernst Freundlich leitete eine Eisengießerei in Biebrich am Rhein, wo er auch aufwuchs. Freundlich war das älteste Kind von sieben Geschwistern. Sein Bruder Erwin Finlay Freundlich (1885–1964) wurde Astrophysiker und Leiter des Einsteinturms in Potsdam. Die Mutter stammte aus einer Musikerfamilie und ermutigte Herbert Freundlich, Musik zu spielen und auch zu komponieren. Daneben interessierte er sich für die Tierwelt und Schmetterlinge sowie für griechische Literatur. Nach dem Abitur 1898 erreichte sein Klavierspiel beinahe Konzertreife. Er konnte Klavier und Komposition bei Max Reger studieren und spielte auch Orgel. Freundlich komponierte zu dieser Zeit hauptsächlich Kammermusik und Lieder. Anfangs spielte Freundlich mit dem Gedanken, Pianist zu werden. Doch nach einer Besprechung mit dem Musikpädagogen Josef Gabriel Rheinberger entschloss er sich zu einem naturwissenschaftlichen Studium, da Rheinberger von einem Pianisten täglich achtstündiges Üben und viele Reisen erwartete und von einem Komponisten die Qualität eines Brahms.
Zuerst ging er 1898 für ein Jahr nach München, dann wurde er Schüler des angesehenen Chemikers Wilhelm Ostwald in Leipzig, bei dem er 1903 mit der Arbeit Über das Ausfällen kolloidaler Lösungen durch Elektrolyte promovierte. Dort habilitierte er sich 1906 in physikalischer und anorganischer Chemie. 1911 wurde er Professor an der Technischen Hochschule Braunschweig. Fritz Haber wurde auf das Talent des Nachwuchswissenschaftlers aufmerksam und bot ihm 1916 eine Mitarbeiterstelle am Kaiser-Wilhelm-Institut für Physikalische Chemie und Elektrochemie in Berlin-Dahlem an, heute das Fritz-Haber-Institut der Max-Planck-Gesellschaft. Schon 1919 wurde er stellvertretender Direktor des Instituts. Ab 1923 lehrte er außerdem als Honorarprofessor an der Universität Berlin und seit 1925 auch an der Technischen Hochschule. Außerdem wurde er Vorstandsrat in der deutschen Kolloid-Gesellschaft. 1929 erhielt er den Liversidge Award der Royal Society of Chemistry, 1932 wurde er zum Mitglied der Leopoldina gewählt.
Die Machtübergabe 1933 an die Nationalsozialisten setzte Freundlichs erfolgreicher Forschungstätigkeit in Deutschland ein Ende. Wegen der jüdischen Herkunft seiner Großmutter väterlicherseits galt er fortan als „Nichtarier“ und fiel unter § 3 des „Berufsbeamtengesetzes“. Wie Fritz Haber weigerte er sich, seine nichtarischen Mitarbeiter zu entlassen, beide legten ihre Ämter nieder und emigrierten nach England. Im Dezember 1933 wurde ihm seine Lehrberechtigung entzogen. Ende 1933 nahm er das Angebot einer Gastprofessur am University College London an.
Die Briten und Amerikaner hatten eigens für Wissenschaftler mit Berufsverbot eine Agentur in der Linkstraße am Potsdamer Platz eingerichtet. Freundlich emigrierte mit seiner gesamten Institutsabteilung nach England. Auch die Verschiffung von Ausrüstungsgegenständen, die mit Geldern der Rockefeller-Stiftung angeschafft worden waren, wurde nicht vom Interimsdirektor Otto Hahn gestoppt. Die Rockefeller-Stiftung revanchierte sich dafür 1937 mit der Finanzierungsbeteiligung an einem weiteren physikalischen Institut. Das Engagement der Ölindustrie in der Kolloid-Chemie ist kein Zufall, da die Viskosität von Erdöl, Bitumen, Teer etc. zu den Hauptproblemen bei der Ölförderung gehört. Das KWI für Physikalische Chemie wurde nach Freundlichs Emigration zum wiederholten Male zu einem militärischen Forschungsinstitut für Giftgasforschung umgewandelt.
Um den Exodus ihrer besten Forscher zu beenden, schickte die deutsche Industrie den Geheimrat Max Planck zu Hitler vor. Die explosive Dummheit seiner Antwort nahm bereits die bald folgenden Vernichtungen vorweg: „Ja, was liegt denn schon daran, wenn Deutschland mal für eine Generation keine führenden Physiker hat. Mir liegen größere Dinge am Herzen, Herr Geheimrat, mir liegt die deutsche Rassereinheit am Herzen!“
1938 nahm Freundlich einen Ruf an die University of Minnesota im amerikanischen Minneapolis an. Dort starb er schon 1941 als ein entwurzelter und gebrochener Mann.
Ihm zu Ehren widmete die Deutsche Rheologische Gesellschaft ihre 4. Tagung 1954 in Berlin als Herbert-Freundlich-Gedächtnis-Kongress, wo auch eine Herbert-Freundlich-Medaille an Dr. George Blair verliehen wurde.

## Forschung
Freundlichs Forschungsgebiet deckte den gesamten Bereich der Kolloide ab, insbesondere interessierten ihn die kolloidalen Dispersionszustände von Solen und Gelen. Er führte den Terminus Thixotropie im Sinne von Eindickung ein, um das Verhalten von Gelen zu beschreiben. Die Lichtablenkung von verstreuten Partikeln war ein Forschungsthema und auch die elektrische Aufladung, die er für maßgeblich hielt für das Streuungsverhalten der Partikel. Weiterhin erforschte er die Eigenschaften von Viskosität und Elastizität und das Verhalten von bestimmten Stoffen wie etwa Beton unter der Einwirkung von mechanischen Kräften. Ein Ergebnis dieser Untersuchungen war die Entwicklung von nichttropfenden Farben. Die Freundlich-Adsorptionsisotherme ist nach ihm benannt.

## Mitarbeiter
Zwei seiner Doktoranden machten auch auf andere Weise abseits der Kolloidchemie von sich reden:
- Robert Havemann und
- Fritz Rogowski.

KPD-Mitglied Havemann engagierte sich politisch auch nach 1933 in der Widerstandsgruppe „Neu Beginnen“ und wurde in der DDR zu einem hoch angesehenen Kolloidchemiker. Später machte er dann mit innerparteilicher Kritik Schlagzeilen und erhielt schließlich Berufsverbot. Im Sommer 1933 denunzierte Havemann das Vorhaben Freundlichs, sich einige mit Geldern der Rockefeller-Stiftung erstandenen Apparate am KWIcPh durch Fritz Haber und Max Planck in das Exil nach London nachschicken zu lassen. Das Vorhaben wurde dadurch verzögert.

Rogowski durchlief dagegen eine unauffällige, traditionelle Wissenschaftslaufbahn. Doch kurz vor seiner Emeritierung entdeckte er ein trigonometrisches Vermessungssystem aus dem antiken Griechenland.
Ein weiterer Doktorand war Morton Masius, der später die Planckschen Vorlesungen über die Theorie der Wärmestrahlung ins Englische übersetzte. Er wurde Professor für Physik am Worcester Polytechnic Institute (USA).